# アレクサンドロス・ニコロポウロス
アレクサンドロス・ニコロポウロス（Alexandros Nikolopoulos、希: Αλέξανδρος Νικολόπουλος、1875年 - 没年不明）は、ギリシャの元重量挙げ選手である。彼は、1896年に開催されたアテネオリンピックでウエイトリフティング（片手ジャーク）で3位に入賞した。

## 経歴
アテネの出身。アテネオリンピックのときには医学生で、所属するスポーツクラブのアドバイザーも務めていた。
ニコロポウロスはウエイトリフティング選手としてアテネオリンピックのギリシャ代表となった。彼はウエイトリフティング2種目（片手ジャーク、両手ジャーク）のうち、片手ジャークにのみ出場した。
ウエイトリフティング2種目は、パナシナイコスタジアムを会場として4月7日に予選なしの決勝のみで実施された。両手ジャークは5つの国から6人、片手ジャークは3つの国から4人のみの出場であった。
ニコロポウロスは片手ジャークで57.0キログラムを記録して、2位のデンマーク代表のヴィゴ・イェンセン（両手ジャーク1位）と同記録ながら3位となった。1位は両手ジャーク2位のイギリス代表のローンセストン・エリオットで、記録は71.0キログラムであった。両手ジャーク3位のギリシャ代表ソティリオス・ヴェルシスが40.0キログラムの記録で最下位だった。